# Хавортиопсис сжатый
Хавортиопсис сжатый (лат. Haworthiopsis coarctata) — вид суккулентных растений рода Хавортиопсис (Haworthiopsis) семейства Асфоделовые (Asphodelaceae), естественно произрастающий на территории ЮАР (Капская провинция).

## Название
Родовое латинское название Haworthiopsis происходит от сочетания слова «Haworthia» и др.-греч. ὄψις, (-ópsis), что означает «похожий». Это связано с тем, что растения этого рода изначально относились к роду Хавортия (Haworthia). Сам род Хавортия в свою очередь, был назван в честь английского ботаника и энтомолога Адриана Хэуорта (1767—1833).
Видовой латинский эпитет coarctata происходит от лат. coartō — «сжимать».

## Описание

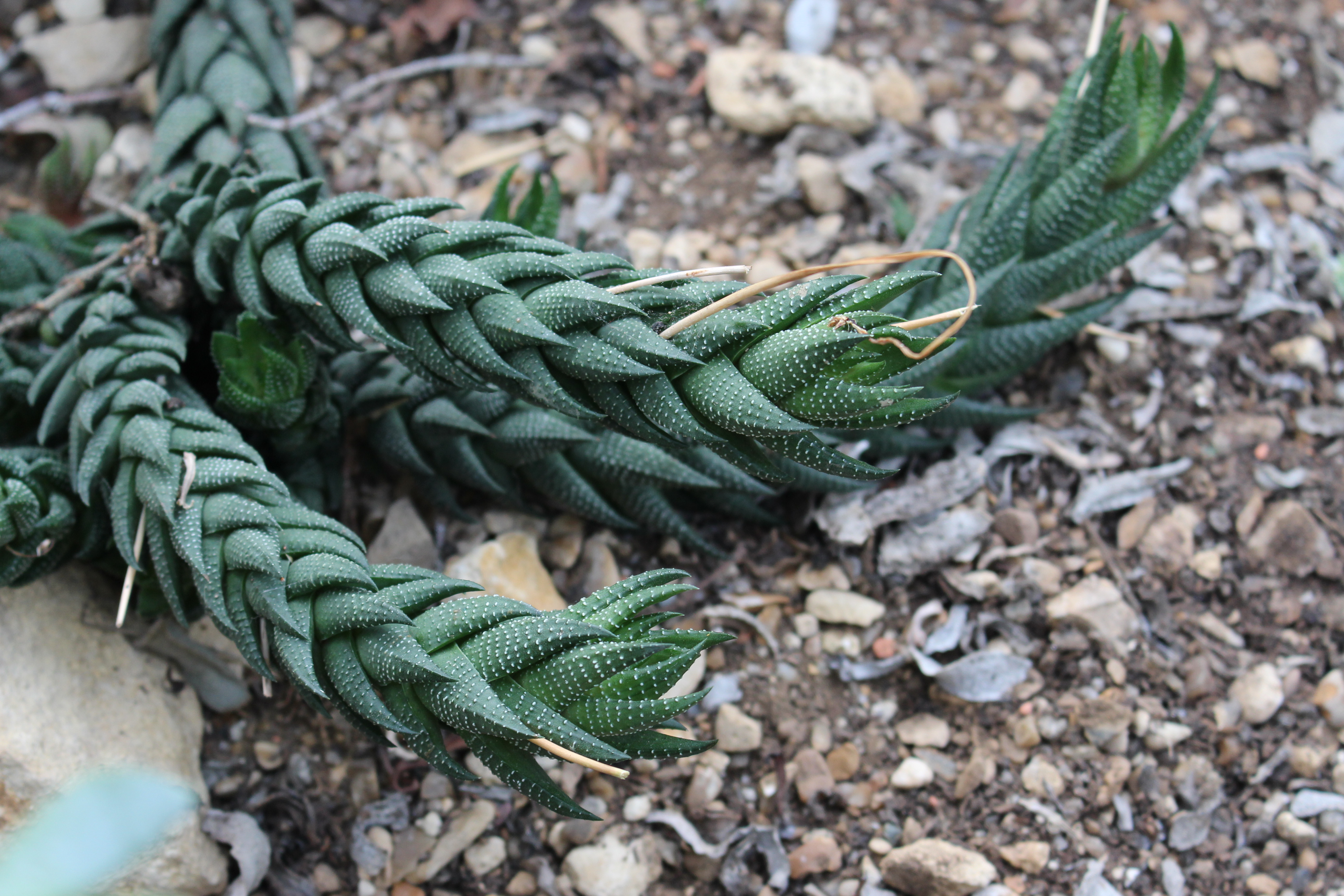
Длинные стебли

Некрупный суккулент, постепенно разрастающийся в плотные кластеры, состоящие из десятков стеблей. В природе он образует вертикальные побеги, которые со временем наклоняются, становятся густо покрытыми листвой и достигают длины от 5 до 20 см. Внизу стебля постепенно появляются новые дочерние побеги. Листья расположены вокруг стебля в многочисленных спиральных рядах. Их длина составляет 3-5 см, они имеют треугольно-ланцетную форму, толстые и изогнутые, ярко-зеленые. При ярком солнце они приобретают красноватый оттенок. На листьях имеются зеленовато-белые, слегка приподнятые, округлые бугорки, расположенные в продольных или иногда поперечных рядах. Плотность бугорков может значительно варьироваться.
Соцветия достигают высоты до 30 см и содержат небольшое количество цветков. Цветки белые и имеют форму трубки. В природе этот суккулент цветет весной и летом.

## Распространение
Этот вид имеет природный ареал в ЮАР, в Капской провинции, но был интродукцирован в Мексике. Обычно он произрастает в субтропических биомах.

## Таксономия
Растение, такое же как и другие виды рода Хавортиопсис (Haworthiopsis), изначально было классифицировано в родственный род Хавортия (Haworthia) как Haworthia coarctata. Однако, после проведения филогенетических исследований, оно было перенесено в отдельный род как типовой вид.
Haworthiopsis coarctata (Haw.) G.D.Rowley, первое упоминание в Alsterworthia Int., Special Issue 10: 4 (2013)typus.

### Синонимы
Гомотипные (основанные на одном и том же номенклатурном типе):
- Aloe coarctata (Haw.) Schult. & Schult.f. (1829)
- Catevala coarctata (Haw.) Kuntze (1891)
- Haworthia coarctata Haw. (1824)
- Haworthia reinwardtii subsp. coarctata (Haw.) Halda (1997)
- Haworthia reinwardtii var. coarctata (Haw.) Halda (1997)
- Haworthiopsis reinwardtii var. coarctata (Haw.) Breuer (2016)

### Разновидности
Подтвержденные разновидности по данным сайта Plants of the World Online на 2023 год:
- Haworthiopsis coarctata var. adelaidensis (Poelln.) G.D.Rowley
- Haworthiopsis coarctata var. coarctata
- Haworthiopsis coarctata var. tenuis (G.G.Sm.) G.D.Rowley

## Уход

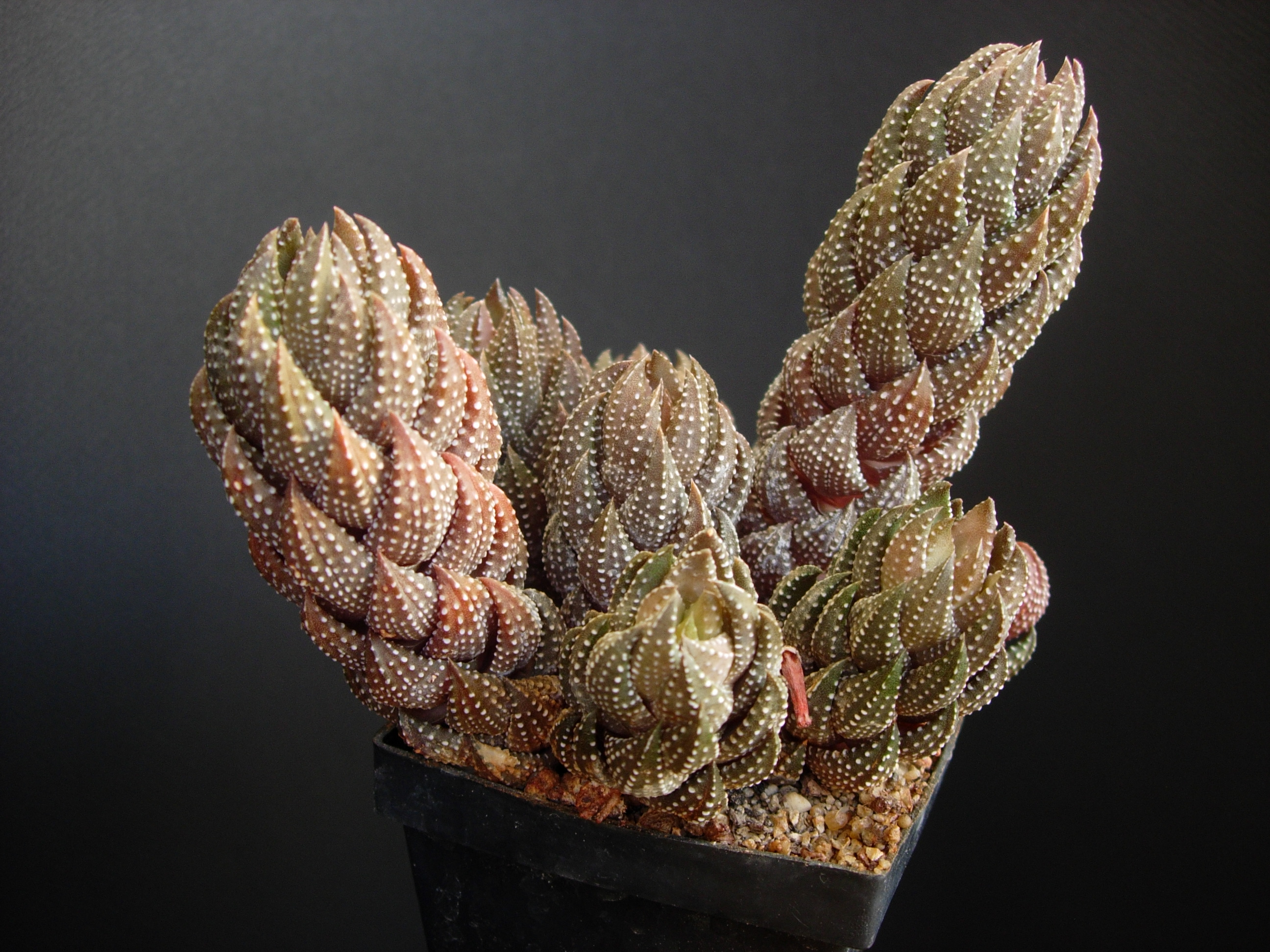
В культуре

Рекомендуется размещать растения на окнах, которые выходят на восток или запад. В зимнее время растение следует переместить в прохладное место без источников тепла, но с достаточным количеством света. Это растение считается холодостойким и может выдерживать снижение температуры до −70 градусов Цельсия. Оптимальная температура для периода покоя составляет от 3 до 5 градусов Цельсия. Если температура поднимается выше 10 градусов Цельсия, растение начинает вытягиваться и теряет свою характерную розеточную форму. Уровень влажности должен быть умеренным.